# Földrajzi köznév
A földrajzi köznév a magyar nyelv földrajzi neveinek helyesírásában használt nyelvészeti fogalom. A több elemre bontható földrajzi név azon utótagja, amely az adott földrajzinév-alakulat domborzati (hegy, völgy, félsziget), vízrajzi (patak, tó, gázló, csurgó), földtani-talajtani (szikes, kőtenger, homokpuszta), növény- (rét, makkos, tőserdő) vagy állatföldrajzi jellegét (baglyos, rókalyuk, bíbicjárás) ragadja meg, esetleg emberföldrajzi szempontú, többnyire múltbéli funkcióját írja le (irtás, baromjárás, itató, határárok).

## A földrajzi köznevek helyesírási sajátosságai
Az Akadémiai Kiadó gondozásában, Fábián Pál, Földi Ervin és Hőnyi Ede szerkesztésében 1998-ban megjelent, A földrajzi nevek helyesírása című kiadvány egyes pontjai részletesen ismertetik a földrajzi köznévi utótagok helyesírását. Ezekre a pontokra szögletes zárójelek közé zárt utalószámokkal hivatkozunk a szócikk szövegében. Az említett kiadvány 4.315. sorszámú függeléke tartalmazza a leggyakoribb, kötőjellel kapcsolandó több száz földrajzi köznév és tájnyelvi változataik listáját.
A kis kezdőbetűvel írandó földrajzi köznevet az előtte álló taghoz legtöbbször kötőjellel kapcsoljuk (Szár-hegy, Velencei-tó, Szentbékkállai-kőtenger, Alpári-rét, Abaligeti-rókalyuk, Bábolnai-határárok). Ez az elv olyan esetekben is érvényesül, amikor a közszói helyesírás szerint az alakulatot morfológiai szempontból összetételnek vagy jelzős szerkezetnek tekinthetjük, azaz fehér tó, de földrajzi névként Fehér-tó; keszthelyi fennsík, de Keszthelyi-fennsík; kőhegy, de Kő-hegy. [2.61., 3.8.–3.9.] A földrajzi köznévi utótag csak azokban az esetekben írandó külön, amikor különírt szavakból álló földrajzi névhez kapcsolódik, például Pap tava hegy, és nem *Pap tava-hegy; Sárbogárd előtti rétek, és nem *Sárbogárd előtti-rétek. [3.20.] Amennyiben egy földrajzi köznév többes számú, határozóragos vagy -s képzős alakjában fordul elő egy földrajzi névben, a fenti szabályok ezekben az esetekben is érvényesülnek, azaz Fülöp-szigetek, Iványi-szurdokra, Szívós-kopolyás stb. [4.314.]
Amennyiben egy földrajzi köznév önmagában, előtag nélkül alkot önálló földrajzi nevet, nagybetűvel írandó: Rét, Baglyos, Csurgó. Az ilyen alakulat kötőjel nélkül írandó összetételnek minősül még abban az esetben is, ha egyébként második tagja önmagában is földrajzi köznév: azaz Tőserdő, és nem *Tős-erdő; Rókalyuk, és nem *Róka-lyuk. [2.62.]
Egyes esetekben további értelmezést, etimológiai mérlegelést kíván a földrajzi nevet alkotó összetételek szerepének megállapítása. Így például, noha a határhegy földrajzi köznévnek minősül, a Budai-hegység egyik rögcsoportja mégsem *Hármas-határhegy alakban írandó, a névelemzés ugyanis a hármashatár + hegy szavak összetételére utal, azaz a helyesen írt forma Hármashatár-hegy. [4.313.]
A 2014-ben megjelent Magyar földrajzi köznevek tára tágabb értelemben földrajzi köznévnek nevezi a (magyar) földrajzi nevekben előforduló, meghatározott jelentéssel rendelkező köznévi lexémákat is, teljesen függetlenül a helyesírási szempontoktól. E meghatározásban és így magában a köznévtárban is tehát helyet kapnak olyan köznévi utótagok is, amelyek a helyesírás felől közelítve nem minősülnek földrajzi közneveknek, mivel a tulajdonnévi előtaggal egybe- vagy attól különírandók (pl. bágy, göcsej; csereingatlan, főutca), ellenben nem kaptak helyett az olyan helyesírási szempontú földrajzi köznevek, amelyek a magyar helynévanyagban ismeretlenek (pl. fjord, gejzír).

## A földrajzi köznevek listája
Az alábbiakban a A földrajzi nevek helyesírása 1998. évi kiadásának 75–96. oldalán felsorolt földrajzi köznevek sorakoznak. [4.315.]
Az egyes földrajzi köznevek mellett álló számjegyek a földrajzi köznév fogalomcsoportjára utalnak a következőképpen:
1: vízrajzi fogalmak
2: domborzati fogalmak
3: területi, emberföldrajzi fogalmak
4: növényföldrajzi fogalmak
5: talajföldrajzi fogalmak
6: tengerfenék-domborzati fogalmak
7: földtani fogalmak
8: parttagoltságra utaló fogalmak
- ág 12
- ágazat 2
- ágy 12
- agyag 5
- agyaggödör 2
- agyaglik 2
- agyaglyuk 2
- agyagos 5
- agyagsivatag 3
- áj 12
- akácás 3
- akácliget 4
- akácos 3
- akó 3
- akol 3
- aládűlő 3
- aláeresztő 3
- alájáró 3
- alföld 3
- alj 3
- állás 3
- álló 3
- alma 4
- almafa 4
- almás 3
- almáskert 4
- alszél 3
- általjáró 3
- aluljáró 3
- amsós 13
- aprós 3
- áramlás 1
- aranykapu 3
- árapasztó 1
- árkos 2
- árnyék 3
- árok 26
- árokköz 3
- árokmellék 3
- árpás 3
- ártér 1
- árteres 1
- ásvány 3
- aszalás 3
- aszaló 4
- aszó 12
- aszottas 14
- aszóvölgy 2
- atoll 3
- avas 3
- baglyas 3
- baglyos 3
- bagolyfogó 3
- bakhát 3
- bánya 2
- bányatető 2
- barackos 3
- bárányjárás 3
- báránylegelő 3
- barázdaszél 3
- bárkás 3
- barlang 2
- baromállás 3
- baromjárás 3
- baromlegelő 3
- baromszállás 3
- bazaltoszlop 7
- begy 2
- bejáró 3
- beltelek 3
- belvízcsatorna 1
- bérc 2
- bereg 2
- berek 34
- berekfás 3
- berekmellék 3
- berekpart 3
- berekszél 3
- bérföld 3
- berkenyefa 4
- berkes 3
- berzsenyes 3
- bíbices 3
- bíbicjárás 3
- bikajárás 3
- birkaakol 3
- birkajárás 3
- birkalegelő 3
- birkás 3
- birsalmás 3
- birtok 3
- bivalyjárás 3
- bivalyos 3
- bivalyúsztató 3
- bodon 1
- bodonkút 1
- bodony 1
- bodzás 3
- bodzáskert 4
- bogaras 3
- bogárzó 3
- bogárzószél 3
- bojtorjángos 3
- bojtorjános 3
- bokor 4
- bokros 3
- bolgárkert 4
- bolhás 3
- bordás 3
- borjúakol 3
- borjúállás 3
- borjúdelelő 3
- borjúitató 3
- borjújárás 3
- borókás 3
- borostyán 4
- borostyános 3
- borsóföld 4
- borsos 3
- borsós 3
- borsótábla 4
- borza 4
- borzlyuk 2
- bozdás 3
- bozót 3
- bozótmellék 3
- bödönkút 1
- börc 2
- bötefa 4
- bucka 2
- buckó 2
- budzsák 3
- bugyogó 1
- burján 4
- búzaföld 4
- búzás 4
- buzgó 1
- bükk 24
- bükkfa 4
- bükkös 3
- bütykös 2
- cédrus 4
- cégérfa 4
- ciglés 3
- cikó 4
- cikola 4
- csádé 4
- csalános 3
- csalit 3
- csanálos 3
- csapás 3
- csapat 3
- csárdahely 3
- csarit 3
- csarita 3
- csáté 4
- csatorna 1
- csatornamellék 3
- csatornapart 3
- csege 1
- csemetekert 4
- csemetéskert 4
- csemfa 4.
- csepeles 3
- csepely 4
- csepelyes 3
- cseplesz 4
- cseplye 4
- csepőte 34
- cseppkő 2
- cseppkőbarlang 2
- cser 4
- csere 3
- cserebokor 4
- cseredűlő 3
- csereerdő 4
- csereföld 3
- cserekert 3
- csereklyés 3
- csererdő 4
- csererét 3
- cseres 3
- cseresznyefa 4
- cseresznyés 3
- csereszőlő 4
- cserfa 4
- csergő 1
- cserje 4
- csermely 1
- cserszél 3
- cset 4
- csevice 1
- csevicekút 1
- csigás 3
- csíkfa 4
- csikójárás 3
- csikókarám 3
- csikólegelő 3
- csíkos 3
- csillagszállás 3
- csipke 4
- csipkebokor 4
- csipkés 3
- csireszállás 3
- csókás 3
- csollányos 3
- csónakázótó 1
- csonka 3
- csonkás 3
- csoport 38
- csordaállás 3
- csordajárás 3
- csordajáró 3
- csordakút 1
- csordalegelő 3
- csorgó 1
- csörge 1
- csúcs 2
- csúcska 2
- csucskó 2
- csukás 1
- csurgó 1
- csuszamlás 2
- csücskő 3
- csücsök 3
- csürhekút 1
- csürhelegelő 3
- csűrkert 3
- dagonya 5
- dágvány 3
- darab 3
- darudelelő 3
- darudéllés 3
- darudéllő 3
- darvas 3
- debrő 2
- dél 2
- delelő 3
- deleltető 3
- déllő 3
- délő 3
- delta 1
- derék 12
- deszkakút 1
- diás 3
- dinnyeföld 4
- dinnyehordó 3
- dinnyés 3
- dió 4
- diófa 4
- diófás 3
- diófasor 4
- diós 3
- disznódelelő 3
- disznójárás 3
- disznólegelő 3
- disznós 3
- dobogó 2
- dobra 2
- dohányföld 4
- dohányos 3
- dolina 2
- domb 2
- dombhát 2
- dombó 2
- domboldal 2
- dombság 2
- dombvidék 2
- döbör 2
- dögér 1
- dögös 1
- döngör 2
- dűlő 3
- dűlőhát 3
- dűlőzug 3
- dűne 5
- ebes 3
- ebhát 2
- eger 13
- éger 4
- égererdő 4
- egeres 3
- égés 3
- egres 13
- egyfa 4
- él 2
- élés 3
- elő 3
- előhát 2
- előhegy 2
- élővíz 1
- elővölgy 2
- emlékerdő 4
- eperjes 3
- epres 3
- ér 1
- érchegység 2
- erdő 4
- erdőföld 3
- erdőhát 2
- erdőhely 3
- erdőköz 3
- erdőrész 3
- erdőszél 3
- erdővég 3
- ereszkedő 2
- eresztő 23
- eresztvény 24
- ereszvény 24
- érköz 3
- érmellék 3
- erős 12
- érpart 3
- észak 2
- eszterág 1
- fa 4
- fácánkert 3
- fácános 3
- faizás 3
- fal 2
- faluerdő 4
- faluföld 3
- faluhegy 2
- faluhely 3
- falukaszáló 3
- falurét 3
- falutag 3
- faluvég 3
- far 2, 3
- fark 2, 3
- farkasalmás 4
- farkasfogó 3
- farkashajtás 3
- farkasitató 3
- farkaslyuk 2
- farkasverem 2
- farok 2, 3
- fás 3
- fasor 4
- favég 3
- fej 2
- fekés 3
- feketeföld 5
- fektető 3
- fekvés 3
- fel 3
- felfogócsatorna 1
- felföld 3
- felhegy 2
- feljáró 3
- félkötél 3
- féloldal 3
- félsziget 8
- féltelek 3
- felvidék 2
- fenék 1
- fenékcsatorna 6
- fenékhegy 6
- fenékhegyvidék 6
- fenéksíkság 6
- fennsík 3
- fenyér 3, 4
- fenyeres 3
- fenyő 4
- fenyőfa 4
- fenyős 3
- fenyves 3
- fertály 3
- fertés 1
- fertő 1
- fertős 1
- firn 1
- fjord 1, 8
- fogás 3
- fogó 3
- fok 1, 2, 8
- folyam 1
- folyás 1
- folyó 1
- forda 3
- forduló 3
- forgó 1
- forrás 1
- forrásbarlang 1, 2
- forráskút 1
- forrásvölgy 2
- fő 2
- főcsatorna 1
- főfolyás 1
- főgyűjtő 1
- föld 3
- földhát 2
- földláb 3
- földnyelv 3
- földszakadás 2
- földszoros 8
- följáró 3
- förtés 1
- föveny 5
- fövenyes 5
- fövenyföld 5
- fövényvájás 2
- fű 4
- füvelő 3
- füves 3
- fűz 4
- füzes 3
- fűzfa 4
- fűzfás 3
- fűztelep 4
- gágy 3
- galagonyás 3
- galambos 3
- galya 2
- gally 4
- ganajos 3
- garád 3
- garádics 2
- gát 1, 2
- gaz 4
- gázló 1
- gejzír 1
- gelegenyés 3
- gémeskút 1
- gerend 2
- gerénd 2
- gerenda 2
- gerinc 2
- gerind 2
- gesztenyefasor 4
- gesztenyés 3
- girind 2
- gleccser 1
- gomba 4
- gorc 2
- gorond 2
- göbe 2
- göböljárás 3
- göbölyjárás 3
- gödör 2
- gödrös 3
- görbe 3
- görönd 2
- görü 3
- gulyaállás 3
- gulyadélő 3
- gulyahálás 3
- gulyajárás 3
- gulyajáró 3
- gulyakút 1
- gulyalegelô 3
- gyakor 3
- gyalmos 1
- gyalogjáró 3
- gyékényes 3
- gyep 4
- gyepföld 4
- gyeplegelő 4
- gyeposztály 4
- gyepszegés 3
- gyepszél 3
- gyeptörés 3
- gyepű 3
- gyér 3
- gyertyános 3
- gyertyánoska 4
- gyolcs 1
- gyóta 3, 4
- gyotvány 4
- gyöngyvirágos 3
- gyűjtőcsatorna 1
- gyümölcsény 4
- gyümölcsös 3
- gyümölcsöskert 4
- gyűr 2
- gyűrű 2
- hágó 2
- hagymás 3
- hajagos 2, 4
- hajdinaföld 4
- hajlás 2
- hajlat 2
- hajtás 4
- haláp 3
- halas 1
- hálás 3
- halastó 1
- halom 2
- halomsor 2
- halomszél 3
- halomvidék 2, 3
- halyagos 2, 4
- hangyás 3
- hányás 3
- haraszt 3, 4
- harasztos 3
- harcsás 3
- hármasforrás 1
- hármashatár 3
- háromszeglet 3
- háromszög 3
- hárs 4
- hársas 3
- hársfa 4
- hársfás 3
- hasadék 6
- hasítás 3
- hát 2, 3, 6
- határ 3
- határárok 1
- határbérc 2
- határcsatorna 1
- határdomb 2
- határdűlő 3
- határér 1
- határföld 3
- határgát 1
- határhalom 2
- határhegy 2
- határkút 1
- határlápa 2
- határlapos 3
- határnyereg 2
- határos 3
- határpatak 1
- határrész 3
- határrét 3
- határsánc 1
- határszántó 3
- határszél 3
- határtető 2
- határvölgy 2
- hátfő 2
- hátföld 3
- hatod 3
- hátság 2, 6
- hattyas 3
- hattyús 3
- havas 2
- hegy 2
- hegyalja 3
- hegyes 2
- hegyfar(o)k 2
- hegyföl 2
- hegyhát 2
- hegyjáró 3
- hegykapu 3
- hegyköz 3
- hegymeg 3
- hegyoldal 2
- hegyorom 2
- hegyrész 2
- hegyrét 3
- hegység 2
- hegytető 2
- hegyvidék 2, 3
- hely 3
- hereföld 4
- herekert 4
- heréskert 4
- hídhely 3
- hídköz 3
- hídvég 3
- hollós 3
- holt 1
- holtág 1
- homlok 2
- homok 5
- homokdomb 2
- homokgödör 2
- homokhát 2
- homokos 5
- homokpad 3
- homokpuszta 5
- homoksivatag 5
- homokvidék 5
- homp 2
- hordalékkúp 6
- hordalékkúpsíkság 6
- hordaléklejtő 6
- horgas 2
- horgásztó 1
- horgos 2
- horhó 2
- horhos 2
- hornyos 2
- horog 3
- hullámtér 3
- hűtőtó 1
- iba 4
- ibolyás 3
- imola 4
- ingó 3
- ingókő 2
- iparcsatorna 1
- irtás 3
- irtásföld 3
- irtovány 3
- irtvány 3
- irtványrét 3
- iskolarész 3
- iszap 1
- itató 1
- itatókút 1
- járandó 3
- járás 3
- járó 3
- jég 1
- jégbarlang 2
- jegenye 4
- jegenyefasor 4
- jegenyés 3
- jegesbarlang 2
- jégtakaró 1
- juhakol 3
- juhállás 3
- juhfürösztő 3
- juhkosár 3
- kacsás 1
- kadarcs 1
- kanális 1
- kanálispart 3
- kanyar 3
- kanyon 2, 6
- káposztás 4
- káposztáskert 4
- kapros 3
- kaptárkő 2
- kapu 3
- karaj 1, 2
- karám 3
- karéj 1, 2
- karingó 1
- karszt 5
- karsztvidék 3
- kastélykert 4
- kaszáló 3
- kaszálóföld 3
- kaszálós 3
- katlan 2
- katlanvölgy 2
- kátyú 2
- kavacsos 5
- kavics 5
- kavicsgödör2
- kavicsos 5
- kecskés 3
- kegyetlen 3
- kelő 3
- kenderáztató 1
- kenderföld 4
- kenderhely 4
- kengyel 1
- képesfa 4
- kerek 4
- kerék 4
- keresztárok 1, 2
- keresztbérc 2
- keresztcsatorna 1
- kereszthátság 6
- keresztüljáró 3
- kerítés 3
- kert 3, 4
- kertalja 3
- kertekalja 3
- kertföld 3
- kertmeg 3
- kertvég 3
- kerület 3
- kesellős 3
- keselyűs 3
- kettőshatár 3
- kezesfa 4
- kígyós 3
- kijáró 3
- kilátó 3
- kiosztás 3
- kiskapu 3
- kiskert 3, 4
- kismedence 6
- kocsordos 3
- koldustelek 3
- kolompéros 4
- komlós 3
- komlószárító 3
- kommasszáció 3
- konkoly 4
- konyhakert 4
- kopec 2
- koplaló 3
- kopolya 1
- korall 1, 3
- korallzátony 3
- korlát 3
- kosár 3
- kosjárás 3
- kotmány 2
- kotormány 2
- kotu 2, 5
- kotyor 3
- kő 2
- köbölkút 1
- kőfülke 2
- kőgát 2
- kőhalom 2
- kőhányás 2
- kőhányó 2
- kőhát 2
- kőkapu 3
- kökényes 3
- kőkút 1
- kölesföld 4
- köleshely 3
- kőlyuk 2
- kőmázsa 2
- kőmorzsás 5
- kőmosó 3
- kőpad 2
- kőporos 5
- kőrakás 2
- körcsatorna 1
- kőris 4
- kőrises 4
- kőrisfa 4
- kőrisfás 3
- kőrózsa 4
- körte 4
- körtefa 4
- körtélyes 3
- körtés 3
- körtvélyes 3
- körtvélyfa 4
- kőszál 2
- kőszikla 2
- kőszirt 2
- kötél 3
- kőtenger 5
- kőudvar 3
- kövecses 5
- köves 5
- köz 3
- középcsatorna 1
- középhegység 2
- közerdő 4
- közharaszt 4
- közlegelő 3
- közös 3
- közrét 3
- köztó 1
- községerdő 4
- községföld 3
- községrezula 4
- kráter 2
- krátertó 1
- krumpliföld 4
- kukoricás 3
- kupa 2
- kút 1
- kutas 3
- kútbarlang 2
- kútfej 1
- kútfő 1
- kutyajárás 3
- kutyor 2
- láb 3
- lagúna 1
- lánc 2
- lánchegység 2
- lanka 3
- lankás 3
- lap 3
- láp 1
- lápa 2
- lápafő 1
- lapály 3
- lapályos 3
- lapány 3
- laponya 2
- laponyag 2
- lapos 3
- lápos 3, 4
- lapuleveles 3
- látófa 4
- láz 3, 4
- lecsapoló 1
- lefolyó 1
- legelő 3
- legelőerdő 4
- legelőföld 3
- lejthegy 2
- lejtő 2
- lemez 7
- len 4
- lencseföld 4
- lencsés 3
- leneskert 4
- lenföld 4
- lénia 3
- lépcső 2
- les 3
- libalegelő 3
- lídó 3
- liget 4
- lik 2
- limbus 1, 3
- lóállás 3
- locsogó 1
- lójárás 3
- lok 2, 3
- lólegelő 3
- lonka 3
- lóúsztató 1
- löszhát 6
- lucernaföld 4
- lucernás 3
- lucs 1
- lúdállás 3
- ludas 3
- lyuk 2
- lyukas 3